# Jan Zadzik
Jan Zadzik herbu Korab – chorąży mniejszy sieradzki w latach 1628-1632, podczaszy sieradzki w latach 1621-1627, starosta gąbiński w 1631 roku.
Poseł na sejm 1628 roku z województwa sieradzkiego, deputat tego województwa na Trybunał Skarbowy Koronny w 1628 roku.